# The Statement
The Statement (br: A Confissão / pt: A Declaração) é um filme produzido em 2003, dirigido por Norman Jewison e estrelado por Michael Caine.
O roteiro do drama e suspense é inspirado na história verdadeira de Paul Touvier, um policial da França de Vichy, que foi acusado de crimes contra a humanidade cometidos durante a Segunda Guerra Mundial.
Em 1944, como policial integrante da Milícia Francesa e colaborador dos nazistas que ocupavam a França, Touvier capturou e ordenou a execução de sete judeus em retaliação ao assassinato de um ministro do governo de Vichy pelo Maquis, a resistência francesa. Durante décadas após a guerra, ele conseguiu escapar da prisão e do julgamento graças a uma intrincada teia de proteção feita por seguidores de um bispo excomungado pela Igreja Católica. Foi finalmente preso em 1989, dentro de um priorado em Nice, sul da França, e condenado a prisão perpétua em 1994. Morreu na prisão em 1996.
Este foi o último filme do ator Alan Bates e do diretor Norman Jewison, que dirigiu filmes aclamados como No Calor da Noite. Logo em seu início é mostrado um homem procurando o personagem de Michael Caine, com sua fotografia em mãos. Quem está ao lado de Caine na foto é o diretor Norman Jewison, caracterizado como um padre.

## Sinopse
Pierre Brossard (Michael Caine), um policial colaborador dos nazistas, prende e fuzila sete judeus franceses numa pequena cidade do interior da França, em junho de 1944, durante a II Guerra Mundial. Após a guerra e a libertação do país, condenado à morte in absentia e escondido durante décadas, por um teia de proteção da Igreja e de altos integrantes do escalão governamental ex-colaboracionistas como ele, ele começa a sofrer tentativas de assassinato, em princípio imputados a grupos judeus de caçadores de nazistas.
A juíza Levy (Tilda Swinton) e o coronel Roux (Jeremy Northam) da inteligência do exército francês, tentam encontrá-lo antes que seja assassinado, pois acreditam que na verdade os atentados são praticados a mando de integrantes do alto escalão do governo, de passado comprometedor durante a guerra, que pretendem silenciá-lo.

## Elenco principal
- Michael Caine .... Pierre Brossard
- Tilda Swinton .... Anne-Marie Levy
- Jeremy Northam .... Coronel Roux
- Alan Bates .... Armand Bertier
- Charlotte Rampling .... Nicole
- Ciarán Hinds .... Pochon
- Matt Craven .... David Manenbaum

## Recepção
No site agregador de críticas Rotten Tomatoes, 24% das 106 resenhas dos críticos são positivas. O consenso diz que "o filme entedia, apesar de uma excelente performance de Michael Caine." O Metacritic, que usa uma média ponderada, atribuiu ao filme uma pontuação de 45 em 100, baseado em 32 críticos, indicando críticas "mistas ou médias".